# Conothele purvaghati
Espèce
Conothele purvaghati est une espèce d'araignées mygalomorphes de la famille des Halonoproctidae.

## Distribution
Cette espèce est endémique du Chhattisgarh en Inde,. Elle se rencontre dans le district de Bastar dans le parc national de Kanger Ghati .

## Description
Le mâle holotype mesure 8,15 mm.

## Systématique et taxinomie
Cette espèce a été décrite par Mirza en 2022.

## Publication originale
- Mirza, 2022 : « A new species of trapdoor spider of the genus Conothele Thorell, 1878 (Mygalomorphae: Halonoproctidae) from the Eastern Ghats, India. » ZooNova, no 17, p. 1-7 (texte intégral).